# Тянь Цин
Тянь Цин (кит. упр. 田卿, пиньинь Tián Qīng, род.19 августа 1986) — китайская бадминтонистка, олимпийская чемпионка.

## Биография
Тянь Цин родилась в 1986 году в уезде Аньхуа округа Иян провинции Хунань. В 2011 году выиграла серебряную медаль чемпионата мира. В 2012 году Тянь Цин стала чемпионкой Олимпийских игр. А также, сумела выиграть три серебра на XXVII Всемирной летней Универсиаде 2013 в Казани.